# Origin of Love
Origin of Love è una canzone del cantautore Mika, pubblicata nel Regno Unito come secondo singolo dal suo terzo album, The Origin of Love.
Il singolo è stato reso disponibile per la radio britannica dal 3 dicembre 2012 e il video è stato pubblicato su YouTube e Vimeo il 15 settembre 2012.
La canzone è stata scritta da Mika, Nick Littlemore e Paul Steel e prodotta da Nick Littlemore, Greg Wells e Mika.

## Tracce

### Edizione standard
1. Origin of Love – 4:37

### Edizione deluxe italiana[1]
1. Origin of Love – 4:37
2. Origin of Love (Acoustic version) – 4:37
3. Origin of Love (Italian version) – 4:37

## Classifiche
| Classifica (2012-13)        | Posizione raggiunta |
| --------------------------- | ------------------- |
| Belgium (Ultratip Flanders) | 16                  |
| Belgium (Ultratip Wallonia) | 4                   |